# دراسة الوقت
دراسة الوقت هي وسيلة مهمة تستخدم لتحديد الوقت اللازم لإنجاز العمل، فإن كل العامل يقوم بعمل معين، فيجب معرفة الوقت اللازم لذلك العمل ليتم تقييم العامل ومعرفة الإنتاجية.

## طريقة
طريقة عمل دراسة الوقت بصفة عامة تتم على أساس أن أي عمل يتكون من مجموعة من العمليات الصغيرة تعرف بالعناصر وعند إجراء الدراسة تفصل هذه العناصر ويسجل الوقت الذي يستغرقه تنفيذ كل عنصر على حدة. فدراسة الوقت تنظر إلى العملية بصورة تفصيلية، وهي تميز وتقيس وتقيم العناصر الصغيرة المكونة للعملية، إذ أن الدراسة عبارة عن ملاحظة العملية بشكل تفصيلي وحسب هذه الطريقة فإنه يصبح بالإمكان تقدير الوقت الذي تحتاجه عناصر العملية التفصيلية، ويتم حساب الوقت القياسي للعملية بكاملها. من خلال تحليل الدراسة يمكن إجراء التحسينات، كما يمكن ابتداع وسائل أفضل ووضع مقاييس عمل أضبط. وتكون دراسة الوقت مفيدة للمصنع عند قياس الأعمال المتكررة، فيجب المحافظة على نفس الظروف والطرق المستخدمة عند إجراء الدراسة، وأيضاً دراسة الوقت تكون ضرورية عندما يكون العمل قليل الإنتاجية.و الهدف الأساسي من هذه الدراسة هو تزويد المهندسن الصناعيين بقواعد وأسس يمكن الاعتماد عليها عند تقييم الأعمال، وذلك بمقارنة ما ينجز من الأعمال إلى مقياس يبين المعدل المحدد لتلك الأعمال، ويبين كذلك مستوى الإنتاج الذي يجب أن يحافظ عليه العامل أثناء عمله.

## حساب الوقت القياسي
يتم حساب الوقت الطبيعي أولاً وبعد ذلك يتم حساب الوقت القياسي على النحو التالي:
- الوقت الطبيعي = الوقت الملاحظ * معدل الأداء
- الوقت القياسي = الوقت الطبيعي *) 1 + عامل البدل(